# Споменик „Плаво крило”
Споменик „Плаво крило” налази се крај пута који води од Руме према ауто-путу Београд—Загреб на месту на којем се некад налазио румски аеродром са кога су, пред крај Другог светског рата, полетали авиони који су учествовали у пробоју Сремског фронта.
Споменик је постављен првој Савезној пилотској школи која је у Руми постојала од 1948. до 1954. године. У периоду највеће активности школа је располагала са 60 школских авиона за обуку пилота, 60 авиомеханичара и 70 наставника летења, са помоћним службама у којима је било запослено преко 100 радника, већином грађана Руме.
После 1954. године, аеродром је пресељен у Вршац.